# Denis Gravel (animateur de radio)
Pour les articles homonymes, voir Denis Gravel.
Denis Gravel est un animateur québécois de radio né le 25 janvier 1978 à Chicoutimi. Il a grandi a St-Fulgence dans la maison qui a servi au tournage du film Tobby.
Après des études en Art et technologie des medias où il démontre des habiletés hors du commun et termine avec le prix "Monsieur Radio", il commence sa carrière comme lecteur de nouvelles dans la région du Saguenay en 1999, avant d'être engagé l'année suivante par la station CHOI-FM de Québec.
Il occupe les fonctions de commentateur dans "98 Un le matin" puis dans "Le Monde parallèle" de Jeff Fillion. En 2001, il anime le Freak Show aux côtés de Raynald Cloutier. 
Denis Gravel devient morning-man à CHOI au printemps 2005, à la suite du départ de Jeff Fillion. Jérôme Landry tient le rôle de coanimateur (maintenant à la barre de sa propre émission : Trudeau-Landry au FM93), lui qui succédait à Dominic Maurais, maintenant à la barre de l’émission du matin à CHOI-FM.  
À l'automne 2015, Denis Gravel prend la barre de l'émission du retour à la maison: "Gravel dans le retour" où il fait équipe avec Véronique Bergeron, Jean-Francis Blais (Rich), Vincent Cauchon et Jordan Boivin. Son émission se classe deuxième dans le top 10 des émissions du retour les plus écoutées à Québec en automne 2017.  
En avril 2021, l'animateur annonce qu'il quittera la station CHOI le 18 juin de la même année et que sa collègue de longue date, Véronique Bergeron, le suivra dans ses nouveaux projets. Le 30 août 2021, Denis Gravel et Véronique Bergeron relancent l'émission ''Gravel dans le retour'' à la station BLVD 102.1, cette fois-ci en compagnie d'Audrey Painchaud. 
C'est la musique qui l'a amené à la radio. Tout jeune, il animait bénévolement à la radio local de sa municipalité. Il est fan de musique rock, alternative et progressive et plus particulièrement de Dream Theater.
Il est l'un des fondateurs de la Nordiques Nation, mouvement qui prône le retour du club de hockey des Nordiques de Québec. Il contribue au succès monstre de la "Marche bleue" organisée sur les Plaines d'Abraham à l'automne 2010, où plusieurs anciens joueurs des Nordiques se sont présentés devant des milliers de partisans. Le 11 décembre 2010, la Nordiques Nation amène près de 1 100 partisans à New York tous vêtus de bleu afin de voir un match de la Ligue nationale de hockey opposant les Islanders de New York et les Thrashers d'Atlanta (deux clubs susceptibles de déménager dans les prochaines années). Le voyage vise à montrer à quel point les habitants de la ville de Québec désirent le retour d'un club de hockey chez eux et comment la ville est un bon marché pour un club. Il est un bon ami du commentateur hockey Pierre Houde.